# What I Am (Tin Tin Out e Emma Bunton)
What I Am è un singolo del gruppo musicale britannico Tin Tin Out e della cantautrice britannica Emma Bunton, pubblicato il 1º novembre 1999 come quarto estratto dal primo album in studio dei Tin Tin Out Eleven to Fly.

## Descrizione
Il singolo è una cover dell'omonimo brano degli Edie Brickell & New Bohemians del 1988. Successivamente è stato inserito anche nel primo album in studio di Emma Bunton A Girl like Me.

## Successo commerciale
Il singolo è stato pubblicato in Inghilterra e ha debuttato alla posizione numero due della classifica britannica. È stato l'ottantottesimo singolo più venduto in Inghilterra quell'anno. Disco D'argento in Uk (221,000)

## Tracce
UK CD single
1. What I Am (Radio Version) – 3:54
2. What I Am (Gangstarr Remix) – 4:07
3. Weird (Save Yourself) (feat. Wendy Page) – 5:42

## Classifiche
| Classifica                      | Posizione |
| ------------------------------- | --------- |
| Australian ARIA Singles Chart   | 65        |
| French Singles Chart            | 75        |
| German Singles Chart            | 81        |
| Irish Singles Chart             | 14        |
| New Zealand RIANZ Singles Chart | 48        |
| Swedish Singles Chart           | 52        |
| UK Singles Chart                | 2         |
| Paesi Bassi                     | 94        |